# Ascenseur incliné
 (février 2017).
Si vous disposez d'ouvrages ou d'articles de référence ou si vous connaissez des sites web de qualité traitant du thème abordé ici, merci de compléter l'article en donnant les références utiles à sa vérifiabilité et en les liant à la section « Notes et références ».
Ne doit pas être confondu avec funiculaire.

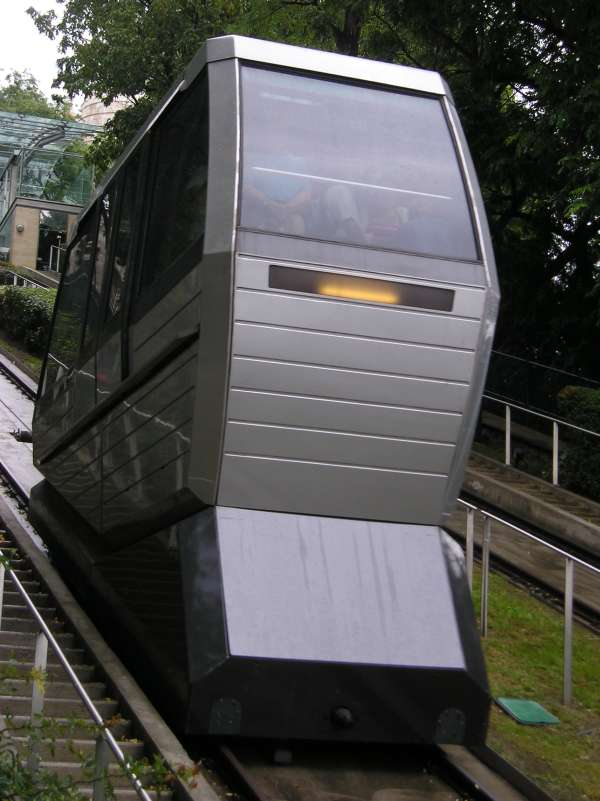
Un des deux ascenseurs inclinés de Montmartre, toujours nommé « funiculaire ».

Un ascenseur incliné est un mode de transport guidé qui utilise une cabine unique circulant sur une voie sur rails en pente (généralement de longueur modeste), tractée par un ou plusieurs câbles depuis la station terminale amont.

## Technique

### Distinction avec un funiculaire
L'ascenseur incliné se distingue techniquement du funiculaire par le fait qu'il ne dispose que d'une seule cabine pouvant fonctionner indépendamment de façon automatique, comme un ascenseur. Le funiculaire dispose par contre généralement de deux convois circulant en va-et-vient reliés par un câble : Pendant qu'un convoi monte, l'autre descend, contribuant ainsi à équilibrer la charge. Le funiculaire fait appel à du matériel ferroviaire nécessitant pour une longue distance la présence d'un conducteur.
Il convient de noter que dans plusieurs pays, l'ascenseur incliné n'est pas considéré comme remontée mécanique. C'est par exemple le cas en France depuis la parution de la norme NF P82-400 « ascenseurs inclinés » en 1996.
Quant aux ascenseurs traditionnels, ceux-ci sont purement verticaux de pente 90°.
Les ascenseurs des piliers de la Tour Eiffel étant inclinés à 54° du rez-de chaussée au premier étage, puis 74° jusqu'au deuxième étage, pourraient presque s'apparenter à des ascenseurs très inclinés.
À l'inverse, le funiculaire de Montmartre à Paris (France) illustré ci-joint a conservé par facilité son appellation commerciale de « funiculaire », mais depuis sa rénovation de 1991, aurait dû se renommer ascenseur incliné, car il est composé de deux lignes d'ascenseurs inclinés parallèles indépendantes.

### Typologies d’entraînement
On distingue deux types de configuration pour l’entraînement du véhicule.[réf. nécessaire]

#### L'ascenseur incliné à adhérence
Les ascenseurs inclinés à adhérence sont mus par des poulies entraînées par des motoréducteurs électriques.[réf. nécessaire] Ceux-ci se trouvent en extrémité haute, ou basse de la gaine (dans ce cas, en partie haute sera placé un « local poulies »). L'étrier est suspendu à plusieurs câbles et est contrebalancé par un contrepoids. Ce contrepoids, dont la charge égale à la masse de la cabine à vide et de la demi-charge de la cabine, sert à équilibrer la charge, et à augmenter l'adhérence des câbles sur la poulie. Il permet, par ailleurs de diminuer la puissance nécessaire à l'entraînement de la cabine. Comme le véhicule, le contrepoids circule au niveau de la voie, mais sous les rails principaux.

#### L'ascenseur incliné avec treuil à tambour
Les ascenseurs inclinés avec treuil à tambour sont mus par un câble qui s'enroule ou se déroule sur un treuil à tambour motorisé situé en station amont. L'intérêt de ce système est la suppression du contrepoids, autorisant une conception plus simple, mais les performances s'en trouvent limitées notamment en charge utile et la puissance de la motorisation nécessitée est supérieure à celle d'un ascenseur incliné à adhérence, à capacité et ligne équivalente et ce du fait de l'absence du contrepoids.

### Exploitation

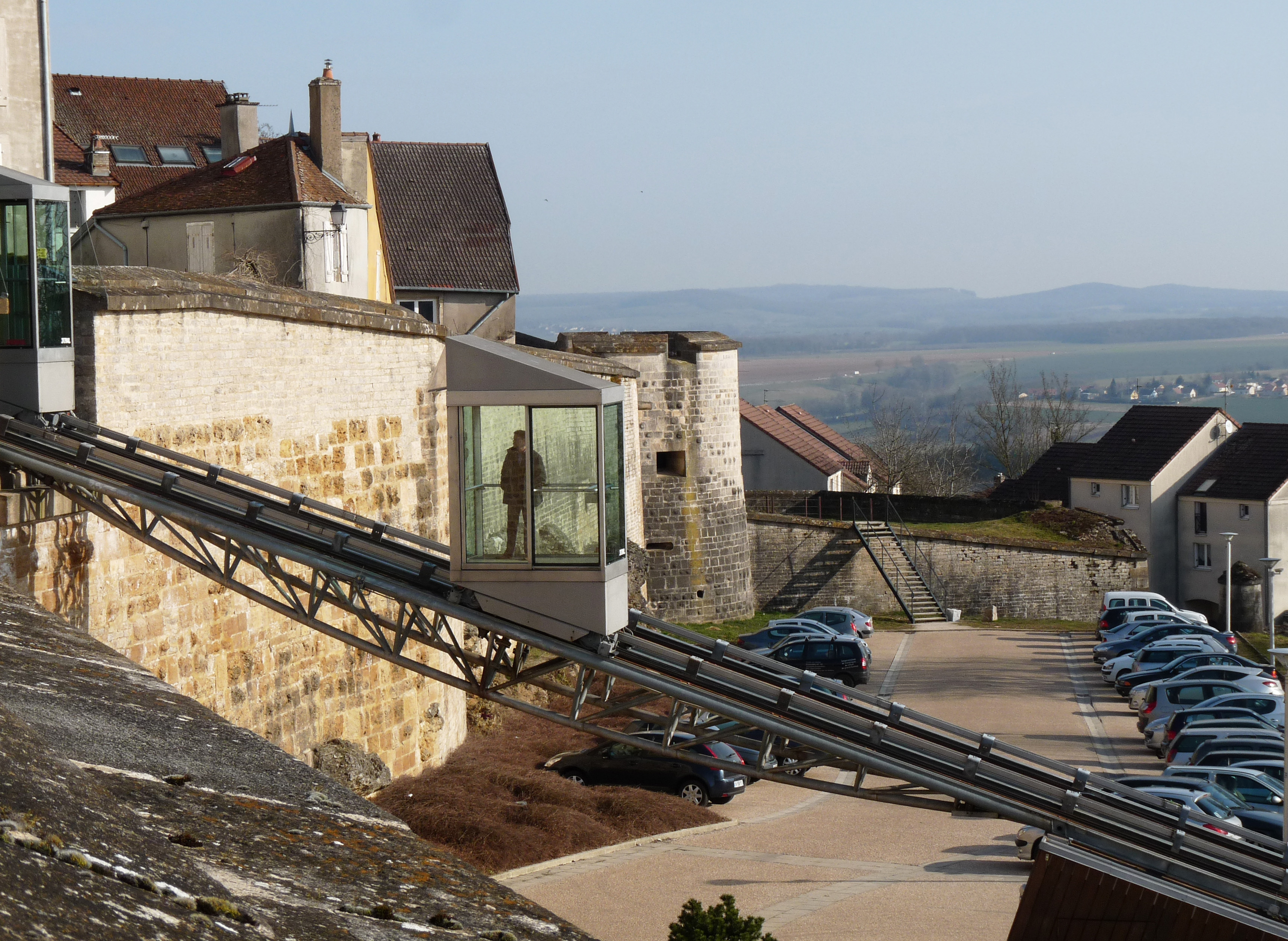
Ascenseur incliné de Langres (Haute-Marne) reliant le parking situé à l'extérieur des remparts à la vieille ville.

L'ascenseur incliné est généralement utilisé comme transport en commun.
On le trouve dans les stations de ski pour assurer de petites liaisons, comme à Zermatt (Suisse) où le Leisee-Shuttle dessert le secteur pour débutants de domaine du Rothorn.
Il sert également de transport urbain, tel que celui de Montmartre.
En septembre 2012 sont inaugurés deux ascenseurs inclinés à Contes (Alpes-Maritimes) permettant de relier les deux secteurs du village au bord du Paillon et sur la colline.

## Exemples d'ascenseurs inclinés
- Ascenseurs inclinés de Contes
- Funiculaire du Tréport
- Ascenseur incliné de Langres
- Funiculaire de Vérone
- Funiculaire de Montmartre
- Ascenseur des Thermes
- Funiculaire du Vieux-Québec